# Alfred Grünfeld

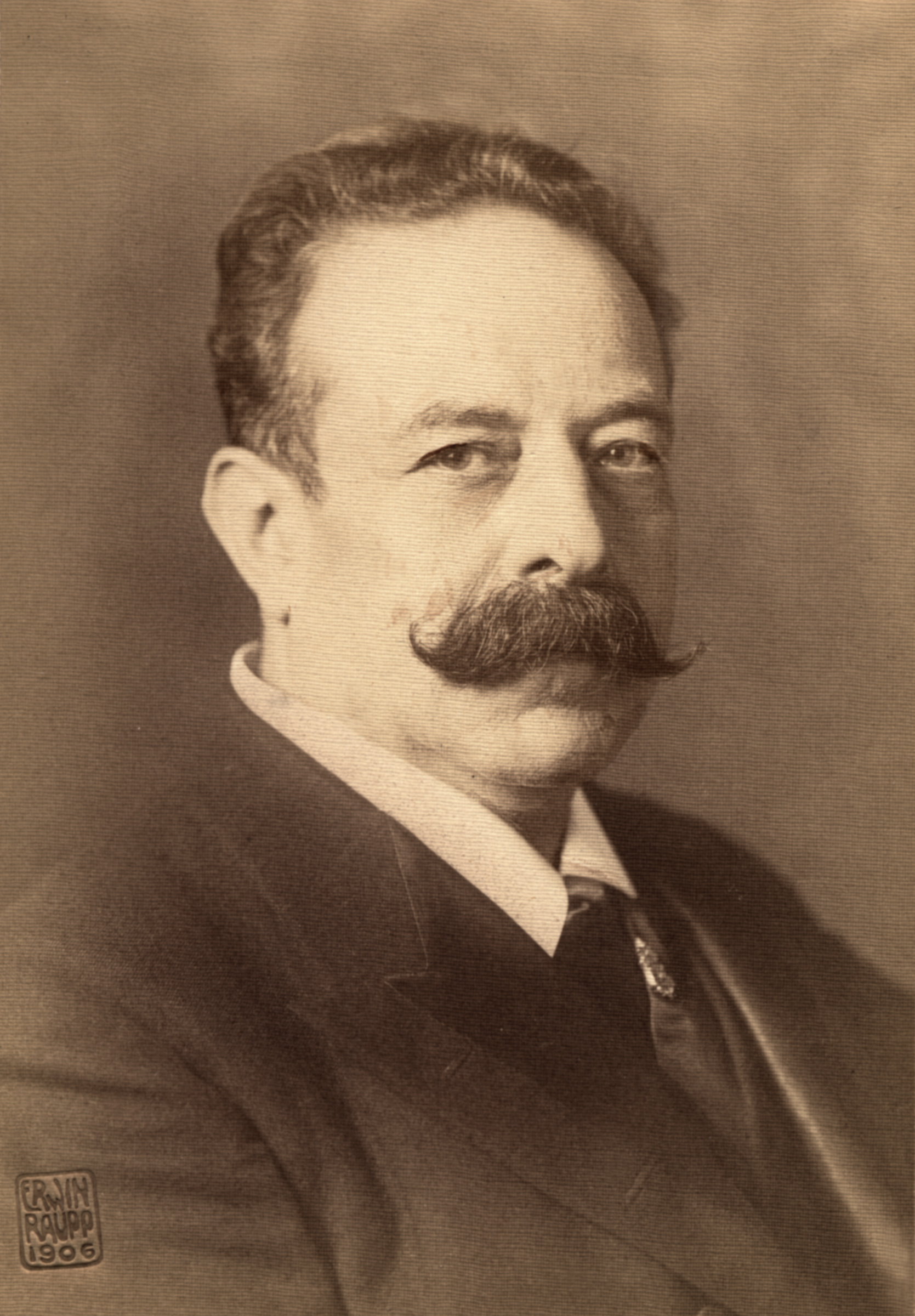
Alfred Grünfeld.

Alfred Grünfeld, född 4 juli 1852 i Prag, död 4 januari 1924 i Wien, var en österrikisk pianist och tonsättare.
Grünfeld studerade vid Prags musikkonservatorium och hos Theodor Kullak i Berlin, var kammarvirtuos i Wien och gjorde sig på konsertresor flerstädes (Stockholm 1889) känd som pianovirtuos. Han blev professor vid nya musikkonservatoriet i Wien 1913. Han komponerade operetten Der Lebemann (Wien, 1903), den komiska operan Die Schönen von Fogarasch (Dresden, 1907) och talrika pianostycken. På sina konsertresor ledsagades han vanligen av sin bror Heinrich Grünfeld.